# Macroleptura
Genre
Macroleptura est un genre d'insectes coléoptères de la famille des Cerambycidae, de la sous-famille des Lepturinae, de la tribu des Lepturini.

## Liste d'espèces
Selon Animal Diversity Web (3 décembre 2022) :
- Macroleptura quadrizona (Fairmaire, 1902)
- Macroleptura regalis (Bates, 1884)
- Macroleptura thoracica (Creutzer, 1799) - seule espèce européenne

## Taxinomie
- Selon Catalogue of Life Macroleptura est un sous-genre du genre Leptura.
- Le genre de lézards Macroleptura Garrido, 1975 nec Nakane & Ohbayashi, 1957 est un synonyme d'Anolis.

## Publication originale
- Nakane & Ohbayashi, 1957 : Notes on the genera and species of Lepturinae with special reference to their male genitalia. Scientific Reports of the Saikyo University Kyoto (Natural Sciences), vol. 2, no 5, p. 241-246.